# Tetraethylenglycol
Tetraethylenglycol ist eine chemische Verbindung aus der Gruppe der Glycolether.

## Gewinnung und Darstellung
Tetraethylenglycol fällt als Nebenprodukt bei der Synthese von Di- und Triethylenglycol aus Ethylenoxid und Ethylenglycol in Gegenwart von Säuren oder bei der Herstellung von Ethylenglycol durch Hydrolyse von Ethylenoxid an.

## Eigenschaften
Tetraethylenglycol ist eine sehr schwer entzündbare, wenig flüchtige, farb- und geruchlose Flüssigkeit, die mischbar mit Wasser ist. Sie ist weniger hygroskopisch als Mono- und Diethylenglycol und mit Alkoholen, Ketonen und Alkanolaminen in jedem Verhältnis, mit Diethylether nur beschränkt mischbar.

## Verwendung
Tetraethylenglycol wird als Weichmacher für Zellglas und Nitrocellulose-Lacke, als Trocknungsmittel für Erd- und Industriegas, als Wärmeübertragungsflüssigkeit oder Feuchthaltemittel für Kork verwendet. Es ist ein Ausgangsstoff zur Herstellung von Kunstharzen, Weichmachern, Emulgatoren und Klebstoffen, besonders von Tetraethylenglycoldi(meth)acrylaten durch Veresterung. Tetraethylenglycol findet auch als Lösungs- und Schmiermittel für die Textilfärbung und -bedruckung, als Schmiermittel für Gummi und als Extraktionsmittel für Aromaten Anwendung und ist Bestandteil in Drucktinten, Löthilfsmitteln sowie Hydraulikölen. Es wird in pharmazeutischen und kosmetischen Präparaten und Reinigungsmitteln eingesetzt. In der organischen Chemie eignet sich Tetraethylenglycol zur Herstellung von Kronenethern, als Vorstufe zu Linkern in der kombinatorischen Chemie und zur Immobilisierung von Biomolekülen.